# Aderpas griseus
Aderpas griseus là một loài bọ cánh cứng trong họ Cerambycidae.